# Sistema obert (informàtica)
Els sistemes oberts són sistemes informàtics que proporcionen alguna combinació d'interoperabilitat, portabilitat i estàndards de programari obert. (També pot referir-se a instal·lacions específiques que estan configurades per permetre l'accés sense restriccions de persones i/o altres ordinadors; aquest article no parla d'aquest significat).
El terme es va popularitzar a principis de la dècada de 1980, principalment per descriure sistemes basats en Unix, especialment en contrast amb els mainframes i miniordinadors més arrelats que s'utilitzaven en aquella època. A diferència dels antics sistemes heretats, la nova generació de sistemes Unix presentava interfícies de programació estandarditzades i interconnexions perifèriques; Es va fomentar el desenvolupament de maquinari i programari per tercers, una diferència significativa de la norma de l'època, que va veure que empreses com Amdahl i Hitachi anaven als tribunals pel dret a vendre sistemes i perifèrics compatibles amb els mainframes d'IBM.
Es pot dir que la definició de "sistema obert" es va formalitzar més a la dècada de 1990 amb l'aparició d'estàndards de programari administrats de manera independent, com ara l'especificació UNIX única de The Open Group.
Encara que els usuaris d'ordinadors d'avui estan acostumats a un alt grau d'interoperabilitat tant de maquinari com de programari, al segle XX el concepte de sistemes oberts podria ser promogut pels venedors de Unix com un diferenciador important. IBM i altres empreses van resistir la tendència durant dècades, exemplificat per una advertència ara famosa el 1991 d'un executiu de comptes d'IBM que s'ha de "anar amb compte a l'hora de bloquejar-se en sistemes oberts".
No obstant això, a la primera part del segle XXI molts d'aquests mateixos venedors de sistemes heretats, especialment IBM i Hewlett-Packard, van començar a adoptar Linux com a part de la seva estratègia de vendes global, amb "codi obert" comercialitzat com a "sistema obert". En conseqüència, un mainframe d'IBM amb Linux a IBM Z es comercialitza com un sistema més obert que els ordinadors bàsics que utilitzen Microsoft Windows de codi tancat, o fins i tot aquells que utilitzen Unix, malgrat la seva herència de sistemes oberts. En resposta, més empreses estan obrint el codi font als seus productes, amb un exemple notable Sun Microsystems i la seva creació dels projectes OpenOffice.org i OpenSolaris, basats en els seus productes de programari StarOffice i Solaris de codi tancat anteriorment.